# رایانه لامپ خلأ

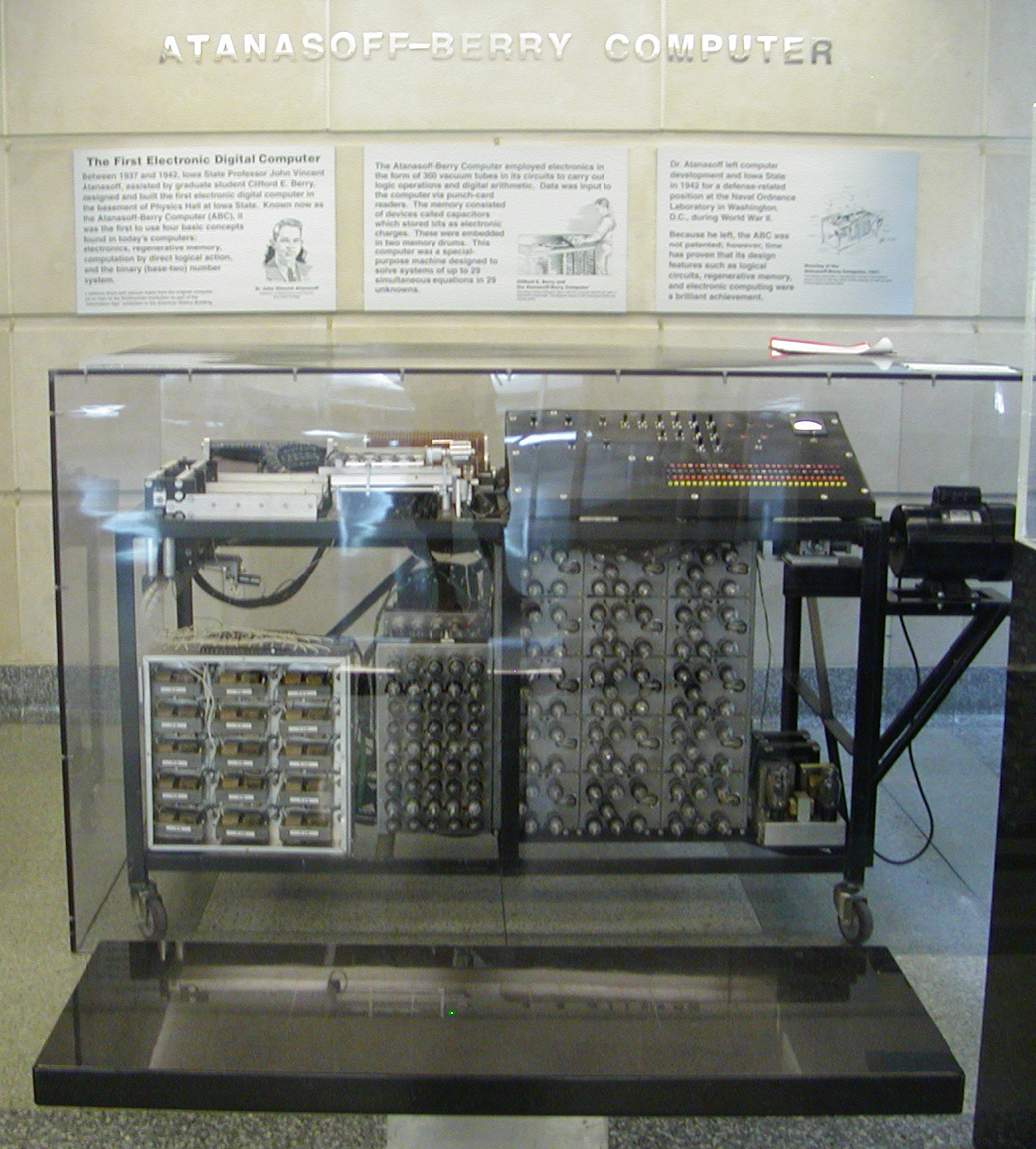
ماکت رایانه Atanasoff-Berry در دانشگاه ایالتی آیووا

رایانه لامپ خلأ؛ یا رایانه‌ای که اکنون به عنوان یک رایانه نسل اول نامیده می‌شود، رایانه‌ای است که برای ایجاد دروازه‌ها و مدار الکترونیکی خود، از لامپ‌های خلاء استفاده می‌کند. هرچند که این رایانه به زودی توسط رایانه ترانزیستوری نسل دوم جایگزین شد، رایانه‌های لامپ خلأ همچنان تا دههٔ ۱۹۶۰ ساخته شدند. این رایانه‌ها اکثراً تنها نمونهٔ موجود زمان خود بودند.

## شکل‌گیری و توسعه

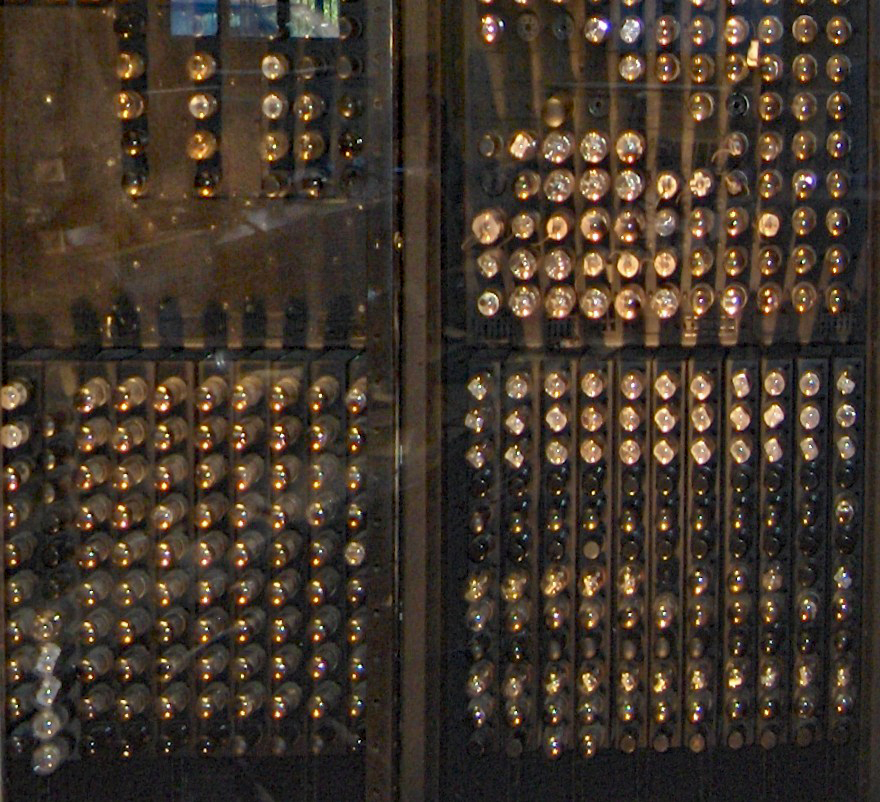
رایانهٔ انیاک ۱۹۴۶ تعداد ۱۷٬۴۶۸ لامپ خلاء به کار می‌گرفت

استفاده از آمپلی‌فایرهای با لامپ خلأ متقاطع برای تولید قطاری از پالس‌ها توسط «جردن و اکسلز» در سال ۱۹۱۸ تشریح شد. این مدار که به پایه و اساس فلیپ‌فلاپ تبدیل شد؛ مداری دارای دو حالت که به صورت قطعهٔ اساسی رایانه‌های دیجیتال باینری الکترونیکی تبدیل شد.
رایانهٔ آتاناسف - برری، نمونهٔ اولیه‌ای از رایانه دیجیتال الکترونیکی اتوماتیک بود که در سال ۱۹۳۹ بیرون داده شد، اکنون به عنوان نخستین رایانه لامپ خلأ شناخته شده‌است.با این حال، این یک رایانه با داشتن قابلیت انجام امور کلی نبود و تنها قادر به حل سیستم معادلات خطی بوده و همچنین چندان مطمئن هم نبوده‌است.
در طول جنگ جهانی دوم، از رایانهٔ دیجیتالی لامپ خلأ مخصوص بنام کلوسوس (Colossus) برای شکستن رمزهای آلمانی و ژاپنی استفاده شد. اطلاعات نظامی جمع‌آوری شده توسط این سیستم‌ها برای تلاش‌های متفقین در جنگ ضروری بود
در هر رایانه ی کلوسوس بین ۱۶۰۰ تا ۲۴۰۰ لامپ خلاء استفاده می‌شود. وجود این دستگاه مخفی نگه داشته شده بود و عموم مردم تا دههٔ ۱۹۷۰ از کاربرد آن بی‌خبر بودند.
همچنین در طول جنگ، رایانه‌های باینری الکترو مکانیکی توسط کنراد تسوزه نیز تولید می‌شدند. در طول جنگ، برای ارتش آلمان، توسعهٔ رایانه یک اولویت نبود. مدار یک رایانهٔ الکترونیکی آزمایشی با حدود ۱۰۰ لامپ خلاء در سال ۱۹۴۲ ساخته شد، اما در یک حملهٔ هوایی نابود شد.
در ایالات متحده، کار روی رایانهٔ انیاک در اواخر جنگ جهانی دوم آغاز شد. این دستگاه در سال ۱۹۴۵ به پایان رسید. اگرچه یکی از برنامه‌های کاربردی که باعث ایجاد انگیزه در توسعه آن می‌شد، تولید جدول شلیک برای توپخانه بود، اما یکی از نخستین کاربردهای انیاک انجام محاسبه‌های مربوط به توسعهٔ بمب هیدروژنی بود.
به جای برنامهٔ ذخیره شدهٔ الکترونیکی، انیاک با پلاگین و سوییچ‌ها برنامه‌ریزی شده بود. مجموعه‌ای از سخنرانی‌های پس از جنگ، فاش طراحی انیاک، و گزارشی از جان فون نویمان در مورد جانشین قابل پیش‌بینی انیاک، اولین پیش نویس گزارش در مورد ادواک، به‌طور گسترده پخش شد و در شکل‌گیری خلاء پس از جنگ رایانه لامپ خلأ تأثیر داشت.
Ferranti Mark 1 (1951) نخستین رایانهٔ تجاری رایانه لامپ خلأ محسوب می‌شود. اولین رایانه تولید انبوه IBM آی‌بی‌ام ۶۵۰ (۱۹۵۳) بود.